# Chelsea F.C. mùa giải 1995-96
Mùa giải 1995–96, Chelsea thi đấu tại giải Ngoại hạng Anh.

## Tổng quan mùa giải
Tin tức lớn nhất của Chelsea khi bắt đầu mùa giải là tiền đạo Manchester United Mark Hughes, một trong những tiền đạo hoàn hảo nhất của cuối thập niên tại các giải bóng đá Anh, và siêu sao Dutch superstar Ruud Gullit đến với câu lạc bộ.
Chelsea kết thúc ở vị trí thứ 11 mùa thứ ba trong bốn mùa gần nhất, nhưng một lần nữa lại có thành tích tốt tại giải đấu cúp. Lần này vào đến bán kết FA Cup, gặp Manchester United, đội đã đánh bại họ trong trận chung kết hai năm trước. Chelsea vươn lên dẫn trước sớm, nhưng để thua 2-1 và tan biến hy vọng tham dự cúp châu Âu. Một vài tuần sau, Chelsea nhận tin bất ngờ khi huấn luyện viên Glenn Hoddle quyết định rời đi để nhận công việc huấn luyện tại đội tuyển Anh. Họ sau đó bổ nhiệm Ruud Gullit làm cầu thủ kiêm huấn luyện viên. Gullit mất lãng phí thời gian để chuẩn bị cho Chelsea mùa giải sau đó, phá vỡ kỷ lục câu lạc bộ với bản hợp đồng 4,9 triệu Bảng cho tiền vệ người Ý Roberto Di Matteo từ Lazio.

## Thống kê
| Số | VT | QT               | Cầu thủ         | Tổng số | Tổng số | Premier League | Premier League | FA Cup | FA Cup | Football League Cup | Football League Cup |
| Số | VT | QT               | Cầu thủ         | Trận    | Bàn     | Trận           | Bàn            | Trận   | Bàn    | Trận                | Bàn                 |
| -- | -- | ---------------- | --------------- | ------- | ------- | -------------- | -------------- | ------ | ------ | ------------------- | ------------------- |
| 1  | TM | Nga              | Dmitri Kharine  | 36      | 0       | 26             | 0              | 8      | 0      | 2                   | 0                   |
| 2  | HV | Scotland         | Steve Clarke    | 32      | 0       | 21+1           | 0              | 6+2    | 0      | 2                   | 0                   |
| 3  | HV | Anh              | Scott Minto     | 17      | 0       | 10             | 0              | 5      | 0      | 2                   | 0                   |
| 4  | TV | Hà Lan           | Ruud Gullit     | 41      | 6       | 31             | 3              | 8      | 3      | 2                   | 0                   |
| 5  | HV | Na Uy            | Erland Johnsen  | 26      | 0       | 18+4           | 0              | 1+1    | 0      | 2                   | 0                   |
| 6  | HV | Anh              | Frank Sinclair  | 21      | 1       | 12+1           | 1              | 6      | 0      | 2                   | 0                   |
| 7  | TĐ | Scotland         | John Spencer    | 38      | 14      | 23+5           | 13             | 8      | 1      | 2                   | 0                   |
| 8  | TĐ | Wales            | Mark Hughes     | 41      | 12      | 31             | 8              | 8      | 4      | 2                   | 0                   |
| 9  | TĐ | Cộng hòa Nam Phi | Mark Stein      | 9       | 0       | 7+1            | 0              | 0      | 0      | 0+1                 | 0                   |
| 10 | TĐ | Anh              | Gavin Peacock   | 37      | 7       | 17+11          | 5              | 3+4    | 2      | 2                   | 0                   |
| 11 | TV | Anh              | Dennis Wise     | 45      | 8       | 34+1           | 7              | 8      | 1      | 2                   | 0                   |
| 12 | TV | Scotland         | Craig Burley    | 32      | 0       | 16+6           | 0              | 8      | 0      | 2                   | 0                   |
| 13 | TM | Anh              | Kevin Hitchcock | 16      | 0       | 12             | 0              | 2      | 0      | 2                   | 0                   |
| 14 | TĐ | Anh              | Paul Furlong    | 38      | 4       | 14+14          | 3              | 4+4    | 1      | 1+1                 | 0                   |
| 15 | HV | Anh              | Andy Myers      | 27      | 0       | 20             | 0              | 6      | 0      | 1                   | 0                   |
| 16 | TV | Anh              | David Rocastle  | 10      | 0       | 1              | 0              | 7      | 0      | 2                   | 0                   |
| 17 | TV | Anh              | Nigel Spackman  | 21      | 0       | 13+3           | 0              | 0+3    | 0      | 2                   | 0                   |
| 18 | TV | Anh              | Eddie Newton    | 31      | 1       | 21+3           | 1              | 5      | 0      | 2                   | 0                   |
| 20 | HV | Anh              | David Lee       | 37      | 1       | 29+2           | 1              | 5      | 0      | 0+1                 | 0                   |
| 23 | TV | Anh              | Jody Morris     | 3       | 0       | 0+1            | 0              | 0      | 0      | 2                   | 0                   |
| 24 | HV | România          | Dan Petrescu    | 34      | 3       | 22+2           | 2              | 8      | 1      | 2                   | 0                   |
| 25 | HV | Cộng hòa Ireland | Terry Phelan    | 12      | 0       | 12             | 0              | 0      | 0      | 0                   | 0                   |
| 26 | HV | Anh              | Michael Duberry | 32      | 2       | 22             | 0              | 8      | 2      | 2                   | 0                   |
| 27 | HV | Anh              | Gareth Hall     | 12      | 1       | 5              | 1              | 5      | 0      | 2                   | 0                   |
| 28 | HV | Scotland         | Andy Dow        | 1       | 0       | 1              | 0              | 0      | 0      | 0                   | 0                   |

Số liệu thống kê từ  Lưu trữ ngày 20 tháng 5 năm 2009 tại Wayback Machine. Chi tiết đội hình và số áo từ .

## Kết quả

### Premier League
| Ngày                 | Đối thủ             | Địa điểm | Kết quả | Khán giả | Cầu thủ ghi bàn               |
| -------------------- | ------------------- | -------- | ------- | -------- | ----------------------------- |
| 19 tháng 8 năm 1995  | Everton             | N        | 0–0     | 30,189   |                               |
| 23 tháng 8 năm 1995  | Nottingham Forest   | K        | 0–0     | 27,007   |                               |
| 26 tháng 8 năm 1995  | Middlesbrough       | K        | 0–2     | 28,286   |                               |
| 30 tháng 8 năm 1995  | Coventry City       | N        | 2–2     | 24,398   | Wise(pen.), M. Hughes         |
| 11 tháng 9 năm 1995  | West Ham United     | K        | 3–1     | 19,228   | Spencer (2), Wise             |
| 16 tháng 9 năm 1995  | Southampton         | N        | 3–0     | 26,237   | Sinclair, Gullit, M. Hughes   |
| 24 tháng 9 năm 1995  | Newcastle United    | K        | 0–2     | 36,225   |                               |
| 30 tháng 9 năm 1995  | Arsenal             | N        | 1–0     | 31,048   | M. Hughes                     |
| 14 tháng 10 năm 1995 | Aston Villa         | K        | 1–0     | 34,922   | Wise                          |
| 21 tháng 10 năm 1995 | Manchester United   | N        | 1–4     | 31,019   | M. Hughes                     |
| 28 tháng 10 năm 1995 | Blackburn Rovers    | K        | 0–3     | 27,733   |                               |
| 4 tháng 11 năm 1995  | Sheffield Wednesday | N        | 0–0     | 23,216   |                               |
| 18 tháng 11 năm 1995 | Leeds United        | K        | 0–1     | 36,209   |                               |
| 22 tháng 11 năm 1995 | Bolton Wanderers    | N        | 3–2     | 17,495   | David Lee, Hall, Newton       |
| 25 tháng 11 năm 1995 | Tottenham Hotspur   | N        | 0–0     | 31,059   |                               |
| 2 tháng 12 năm 1995  | Manchester United   | K        | 1–1     | 42,019   | Wise                          |
| 9 tháng 12 năm 1995  | Newcastle United    | N        | 1–0     | 31,098   | Petrescu                      |
| 16 tháng 12 năm 1995 | Arsenal             | K        | 1–1     | 38,295   | Spencer                       |
| 23 tháng 12 năm 1995 | Manchester City     | K        | 1–0     | 28,668   | Peacock                       |
| 26 tháng 12 năm 1995 | Wimbledon           | N        | 1–2     | 21,906   | Petrescu                      |
| 30 tháng 12 năm 1995 | Liverpool           | N        | 2–2     | 31,137   | Spencer (2)                   |
| 2 tháng 1 năm 1996   | Queens Park Rangers | K        | 2–1     | 14,904   | Brazier (phản lưới), Furlong  |
| 13 tháng 1 năm 1996  | Everton             | K        | 1–1     | 34,968   | Spencer                       |
| 20 tháng 1 năm 1996  | Nottingham Forest   | N        | 1–0     | 24,482   | Spencer                       |
| 4 tháng 2 năm 1996   | Middlesbrough       | N        | 5–0     | 21,060   | Peacock (3), Furlong, Spencer |
| 10 tháng 2 năm 1996  | Coventry City       | K        | 0–1     | 20,639   |                               |
| 17 tháng 2 năm 1996  | West Ham United     | N        | 1–2     | 25,252   | Peacock                       |
| 24 tháng 2 năm 1996  | Southampton         | K        | 3–2     | 15,226   | Wise (2), Gullit              |
| 2 tháng 3 năm 1996   | Wimbledon           | K        | 1–1     | 17,048   | Furlong                       |
| 12 tháng 3 năm 1996  | Manchester City     | N        | 1–1     | 17,078   | Gullit                        |
| 16 tháng 3 năm 1996  | Liverpool           | K        | 0–2     | 40,820   |                               |
| 23 tháng 3 năm 1996  | Queens Park Rangers | N        | 1–1     | 25,590   | Spencer                       |
| 6 tháng 4 năm 1996   | Aston Villa         | N        | 1–2     | 23,530   | Spencer                       |
| 8 tháng 4 năm 1996   | Bolton Wanderers    | K        | 1–2     | 18,021   | Spencer                       |
| 13 tháng 4 năm 1996  | Leeds United        | N        | 4–1     | 22,131   | M. Hughes (3), Spencer        |
| 17 tháng 4 năm 1996  | Sheffield Wednesday | K        | 0–0     | 25,094   |                               |
| 27 tháng 4 năm 1996  | Tottenham Hotspur   | K        | 1–1     | 32,918   | M. Hughes                     |
| 5 tháng 5 năm 1996   | Blackburn Rovers    | N        | 2–3     | 28,436   | Wise, Spencer                 |

Tr = Trận đấu; T = Trận thắng; H = Trận hòa; B = Trận thua; BT = Bàn thắng; BB = Ban thua; TS = Tỉ số bàn thắng; Điểm = Điểm

### League Cup
| Ngày                | Vòng | Đối thủ    | Địa điểm | Kết quả | Khán giả | Cầu thủ ghi bàn |
| ------------------- | ---- | ---------- | -------- | ------- | -------- | --------------- |
| 20 tháng 9 năm 1995 | V2   | Stoke City | K        | 0–0     | 15,574   |                 |
| 4 tháng 10 năm 1995 | V2   | Stoke City | N        | 0–1     | 16,272   |                 |

### FA Cup
| Ngày                                | Vòng | Đối thủ             | Địa điểm | Kết quả | Khán giả | Cầu thủ ghi bàn                      |
| ----------------------------------- | ---- | ------------------- | -------- | ------- | -------- | ------------------------------------ |
| 7 tháng 1 năm 1996                  | V3   | Newcastle United    | N        | 1–1     | 25,151   | M. Hughes                            |
| 17 tháng 1 năm 1996                 | V3   | Newcastle United    | K        | 2–2     | 36,535   | Gullit, Wise                         |
| Chelsea thắng 4–2 sau loạt luân lưu |      |                     |          |         |          |                                      |
| 29 tháng 1 năm 1996                 | V4   | Queens Park Rangers | K        | 2–1     | 18,542   | Furlong, Peacock                     |
| 21 tháng 2 năm 1996                 | V5   | Grimsby Town        | K        | 0–0     | 9,648    |                                      |
| 28 tháng 2 năm 1996                 | V5   | Grimsby Town        | N        | 4–1     | 28,545   | Duberry, M. Hughes, Peacock, Spencer |
| 9 tháng 3 năm 1996                  | V6   | Wimbledon           | N        | 2–2     | 30,805   | Gullit, M. Hughes                    |
| 20 tháng 3 năm 1996                 | V6   | Wimbledon           | K        | 3–1     | 21,380   | Duberry, M. Hughes, Petrescu         |
| 31 tháng 3 năm 1996                 | BK   | Manchester United   | K        | 1–2     | 38,421   | Gullit                               |